# Nugan Hand Bank
Nugan Hand Bank, tidigare Nugan Hand Needham, var en australisk multinationell affärsbank som var verksamma mellan åren 1973 och 1980.
Banken grundades 1973 som Nugan Hand Needham av australierna Francis John Nugan och John Needham samt amerikanen Michael Jon Hand. Nugan var advokat och hade anknytningar till den australiska maffian medan Needham var en lokal affärsman. Hand hade tillhört gröna baskrarna och stridit i Laos och Vietnamkriget samt varit anställd hos det amerikanska underrättelsetjänsten Central Intelligence Agency (CIA). Needham var dock bara involverad första året i banken innan han lämnade dels på grund av den oordning det var i banken. Dels att han hade blivit förd bakom ljuset i vissa delar av vad banken egentligen höll på med. Hand och sin bundsförvant Bernie Houghton, som själv hade kopplingar till CIA, hade hand om bankens internationella verksamhet, som gick under namnet Nugan Hand International. Verksamheter sattes upp i Argentina, Caymanöarna, Chile, Filippinerna, Hongkong, Malaysia, Panama, Saudiarabien, Singapore, Storbritannien, Taiwan, Thailand, Tyskland och USA. Banken var dock omgärdade med påstådda kopplingar om att de skulle vara delaktiga i bland annat penningtvätt, narkotika- och vapensmuggling samt var en frontorganisation för CIA. Banken hade dock många anställda som hade en bakgrund från just militären och underrättelseverksamhet, däribland William Colby som anställdes efter sin tid som CIA:s generaldirektör (1973–1976).
Nugan Hand Bank kollapsade 1980 med skulder på uppemot 50 miljoner dollar när det blev känt att Nugan hade begått självmord. Hand, Houghton och andra som hade kopplingar till banken förstörde bevis på stor skala innan Hand flydde Australien i juli det året, med det som banken hade kvar i tillgångar, som var på fem miljoner dollar. I mars 1991 rapporterade tidskriften The Eye att Hand befann sig i USA medan i november 2015 avslöjade dagstidningen The Sydney Morning Herald att han bodde i Idaho Falls i Idaho med namnet Michael Jon Fuller och ägde en knivtillverkare som sålde till kunder inom det militära och polisiära. Både Australien och USA har dock inte valt att sätta honom bakom lås och bom trots uppgifter från australisk nyhetsmedia.